# Quiva pulchella
Quiva pulchella är en insektsart som beskrevs av Rehn, J.A.G. 1950. Quiva pulchella ingår i släktet Quiva och familjen vårtbitare. Inga underarter finns listade i Catalogue of Life.